# Cantó de Châteauneuf-en-Thymerais
El cantó de Châteauneuf-en-Thymerais és un cantó francès del departament d'Eure i Loir, situat al districte de Dreux. Té 14 municipis i el cap és Châteauneuf-en-Thymerais.

## Municipis
- Ardelles
- Le Boullay-les-Deux-Églises
- Châteauneuf-en-Thymerais
- Favières
- Fontaine-les-Ribouts
- Maillebois
- Puiseux
- Saint-Ange-et-Torçay
- Saint-Jean-de-Rebervilliers
- Saint-Maixme-Hauterive
- Saint-Sauveur-Marville
- Serazereux
- Thimert-Gâtelles
- Tremblay-les-Villages

## Història
| Data d'elecció                           | Identitat            | Partit                                    | Qualitat |
| ---------------------------------------- | -------------------- | ----------------------------------------- | -------- |
| 1945-1955                                | Paul Martin          | radical-RGR                               |          |
| 1955-1979                                | Émile Vivier         | SFIO, després PS                          |          |
| 1979-2001                                | Martial Taugourdeau  | RPR                                       |          |
| 2001-                                    | Jean-Pierre Gaboriau | Divers gauche, després UDF, després MoDem |          |
| les dades anteriors no són pas conegudes |                      |                                           |          |
|                                          |                      |                                           |          |

## Demografia
| A partir de 1990: Població sense dobles comptes |